# From a Second Story Window
I From a Second Story Window, solitamente abbreviati in FASSW, sono una band Metalcore/Mathcore formatasi del 2000 in Ohio, Stati Uniti.

## Formazione

### Formazione attuale
- Will Jackson - voce (2005 – oggi) (ex Andorra) (ex End of All)
- Joe "JoeyVomit" Sudrovic - basso (2002 – oggi)
- Nick "Puffman" Huffman - batteria (2002 – oggi)
- Paul "Fat Paul" Misko - chitarra (2006 – oggi) (ex Robinson)
- Rob Hileman - chitarra(2002 – oggi)

### Ex componenti
- Jeff Peterson - voce (2000 – 2003)
- Sean Vandegrift - voce (2003 – 2005)
- Derek Vasconi - chitarra (2002 – 2006) (oggi negli Aldous)

## Discografia
- The Cassandra Complex (EP), 2003
- Not One Word Has Been Omitted, 2004
- Delenda, 2006
- Conversations, 2008